# Radama I van Madagaskar
Radama I 'de Grote' werd in 1810 de eerste Malagassische koning van het Koninkrijk Madagaskar die als zodanig door een Europees land werd erkend. Radama werd in 1793 als Ilaidama (of Laidama) geboren en volgde op 18-jarige leeftijd zijn vader Andrianampoinimerina op. Radama en zijn vader waren directe afstammelingen van Andriamanelo, de grondlegger van het Koninkrijk Imerina.
Tijdens Radama's regering werden Europeanen uitgenodigd naar de hoofdstad Antananarivo. Dit was waarschijnlijk de eerste keer dat Europeanen de centrale hooglanden van Madagaskar betraden. Zij hadden een grote invloed op de regering en de economie van het eiland en introduceerden het christendom in de hooglanden. Radama organiseerden een groot aantal militaire veldtochten en wist zo twee derde van Madagaskar te veroveren. Hij stierf op 27 juli 1828 en zijn belangrijkste vrouw Ramavo (ook Rabodo genoemd) volgde hem op onder de naam Ranavalona.

## Vroege jaren
Radama's vader Andrianampoinimerina verenigde in 1780 vier rivaliserende Merina-koninkrijken en werd in 1787 koning van Imerina, met Antananarivo als hoofdstad. In 1793 werd Andrianampoinimerina's jongste zoon Radama (toen Ilaidama) geboren. Andrianampoinimerina wilde in eerste instantie dat Radama's oudere broer Ramavolahy hem als koning opvolgde. Radama kreeg al in zijn tienerjaren het commando over een veldtocht tegen Andrantsay, die na de verovering een onderdeel van het koninkrijk Imerina werd onder de naam Vakinankaratra. Tijdens zijn regering maakte Andrianampoinimerina met de hulp van Radama verdere plannen om de heerschappij over heel Madagaskar te krijgen. Radama steeg bij zijn vader in aanzien en Andrianampoinimerina liet Ramavolahy doden, zodat Radama hem als koning kon opvolgen. Ook de gunstelingen van Ramavolahy werden gedood of verkocht als slaaf, zodat Radama bij zijn troonbestijging zo weinig mogelijk tegenstand zou ondervinden van het hof.
Andrianampoinimerina had de jeugdige Ramavo als toekomstige vrouw voor Radama bestemd. Ze was Radama's eerste vrouw en bleef de hoogste in rang onder de vrouwen die hij later trouwde.

## Regeringsperiode
Toen Andrianampoinimerina in 1810 stierf, volgde Radama zijn vader als koning op. Veel koninkrijken die door de Merina waren veroverd, kwamen na het nieuws van Andrianampoinimerina's dood in opstand. Radama wist in een korte tijd de rust in zijn koninkrijk te herstellen en consolideerde zo zijn positie als soeverein.
Kort na zijn troonbestijging nam Radama bezit van de belangrijkste rivieren in Madagaskar en breidde hij het Merina-koninkrijk verder uit. Twee naburige volken, de Bezanozano en de Sihanaka, waren erg rijk geworden dankzij de handelsroutes die door hun gebied liepen. Over deze routes werden slaven en goederen vervoerd die de Bezanozano en de Sihanaka van piraten aan de oostkust kochten en aan de Merina doorverkochten. Kort na Radama's kroning werden deze handelsroutes door zijn leger ingenomen. Een andere belangrijke overwinning voor Radama was de inname van de belangrijke havenstad Antsiranana, die zijn leger van 30.000 soldaten in 1817 in nam. Dankzij de verovering van Antsiranana en andere belangrijke handelsposten als Tamatave kon Radama zijn handelsmonopolie verder uitbreiden, waarbij hij zich voornamelijk toelegde op de slavenhandel met de oostkust van het vasteland van Afrika. Bovendien kwam Radama zo elke keer een stap verder met de vervulling van zijn belofte aan zijn vader, namelijk dat het koninkrijk buiten de zee geen grenzen zal hebben.

### Bondgenootschap met Groot-Brittannië

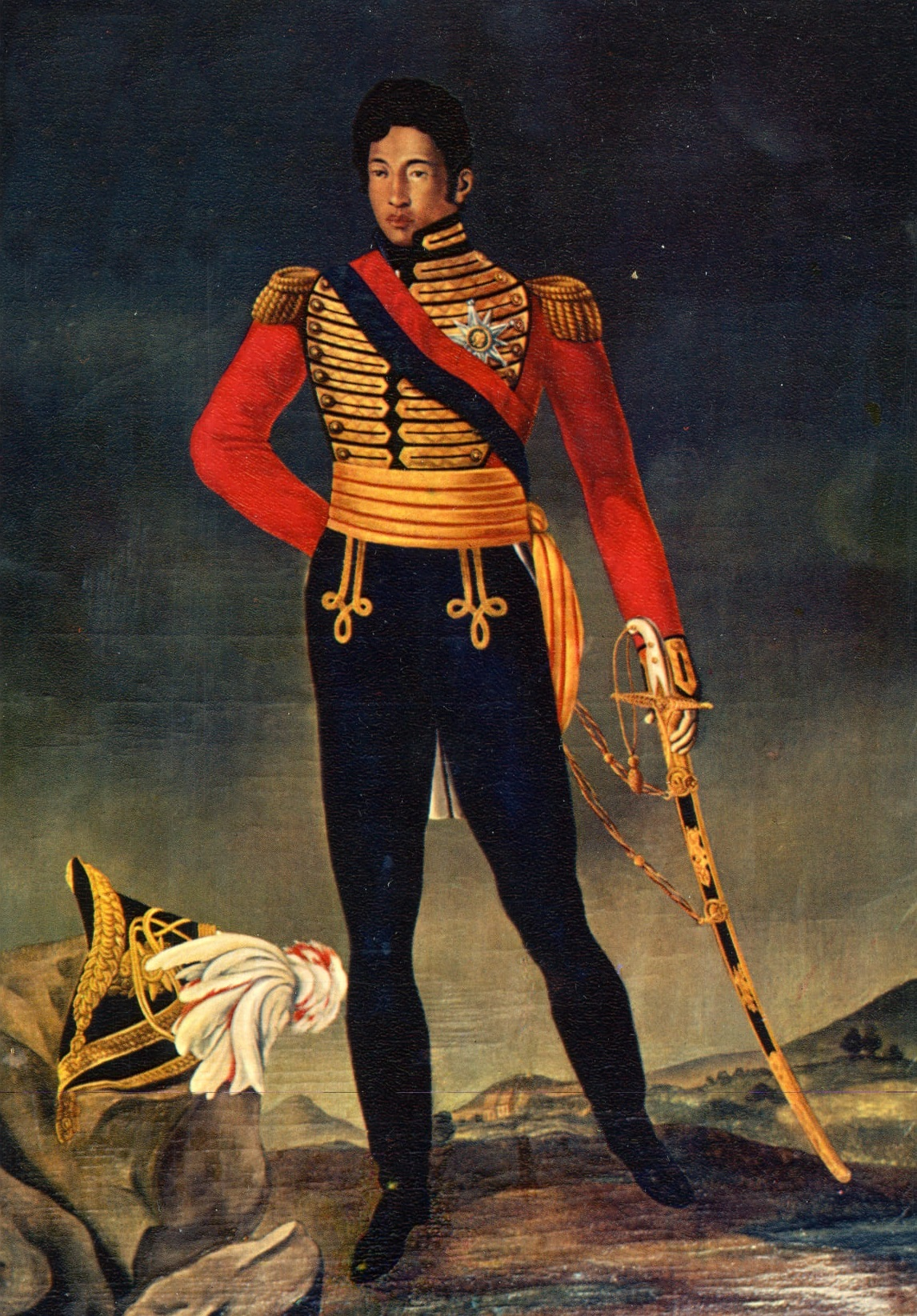
Staatsieportret door Philippe-Auguste Ramanankirahina (1905). Radama is hierop afgebeeld in het uniform van veldmaarschalk van het Britse leger, uit de periode van koning George IV. In zijn hand houdt hij de Franse Sabel van Eer.

Radama ging diplomatiek te werk in zijn contacten met Groot-Brittannië en Frankrijk. Deze twee concurrerende landen hadden beide belangen met een bondgenootschap met Radama. De Franse regering wilde Madagaskar in haar bezit krijgen, maar de Fransen waren sterk verzwakt toen ze in 1810 de eilanden Mauritius en Réunion aan Groot-Brittannië verloren. Groot-Brittannië wilde Frankrijks plannen voor Madagaskars inname verhinderen en bovendien zo een veilige doorgang naar India behouden. Groot-Brittannië was op dat moment echter niet in staat om Madagaskar in te nemen, dus waren ze bereid om een alliantie aan te gaan met Radama, die goed inzag dat een bondgenootschap met hen waardevoller was dan een met Frankrijk.
Het verdrag werd gesloten met de Britse gouverneur van Mauritius. In het verdrag stond opgenomen dat Radama's leger militaire en financiële steun zou krijgen, in ruil voor privileges in de handel voor Groot-Brittannië. Als onderdeel van het sluiten van het verdrag van vriendschap sloot Radama een bloedeed met de Britse kapitein Le Sage in het jaar 1817. Hierbij ging Radama akkoord om een eind te maken aan zijn winstgevende slavenhandel, iets wat hij maar deels waarmaakte daar de slavenhandel illegaal op kleinere schaal doorging. Na het sluiten van dit verdrag werd Madagaskar door Groot-Brittannië erkend als een onafhankelijke staat onder de Merina-heerschappij, waarna het koninkrijk Imerina voortaan bekendstond als het 'Koninkrijk Madagaskar'. In 1820 vestigde een Britse ambassadeur, James Hastie genaamd, zich permanent op Madagaskar.

### Uitbreiding van het koninkrijk
Met de steun van de Britten werd Radama's leger een machtig werktuig waartegen slechts weinig volken weestand konden bieden. Op gewelddadige wijze nam het leger een groot aantal koninkrijken in, waaronder die van de Betsileo en later die van de Betsimisaraka, twee van de machtigste koninkrijken na Imerina. Sommige Betsimisaraka vluchtten naar het noorden en vormden daar een nieuwe stam: de Tsimihety. In 1823 werd hun grondgebied alsnog ingenomen door Radama's leger.
Radama leverde drie maal strijd met Menabe, het koninkrijk van de Sakalava, namelijk in 1820, 1821 en 1822. Uiteindelijk slaagde hij om dit koninkrijk in te nemen door Rasalimo, de dochter van koning Ramitraho te huwen, die na Ramavo de hoogste rang kreeg in Radama's harem. Op 14 november 1824 verklaarde Radama: "Vandaag is heel het eiland van mij! Madagaskar heeft nu één meester." Dit was echter verre van de werkelijkheid. In het uiterste zuiden van het eiland leefden een aantal geïsoleerde volken, verscholen in het doornig struikgewas dat typerend was voor dat gebied. Zij bleven gedurende de gehele Merina-overheersing onafhankelijk.

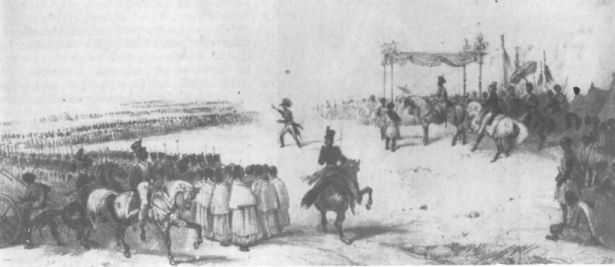
Illustratie van Radama die zijn troepen inspecteert (1825)

In 1825 rukten Radama's leger steeds meer op naar het zuiden en nam heel het grondgebied van de Antanosy in. Hieronder viel ook de Fort Dauphin, waarbij hij de Franse kolonisten verjoeg die op dat moment de stad in handen hadden. In elk veroverd gebied liet Radama rova's bouwen, versterkte garnizoenen naar het model van de Rova van Antananarivo, de koninklijke woonplaats. In de rova's werden administratieve posten geplaatst waar Merina-gezanten huisden die belasting inden van de omliggende volkeren. Net zoals hij in Menabe deed, ging Radama regelmatig huwelijken aan met vrouwelijke edellieden om zijn heerschappij te consolideren. Hij slaagde er echter niet in om het grondgebied van de Antandroy, de Bara en de Mahafaly in te nemen. Deze volken bleven onafhankelijk gedurende de hele regering van de Merina.
Ondertussen bleven er ongeregeldheden bestaan tussen de Merina en de Sakalava. In 1827 stelde Radama's vrouw Rasalimo een nieuw vredesverdrag voor, maar de hieruit voortvloeiende onderhandelingen duurden voort tot Radama's dood. De conflicten met het Sakalava-koninkrijk Menabe werden pas geëindigd na Ramitraho's dood in 1834.

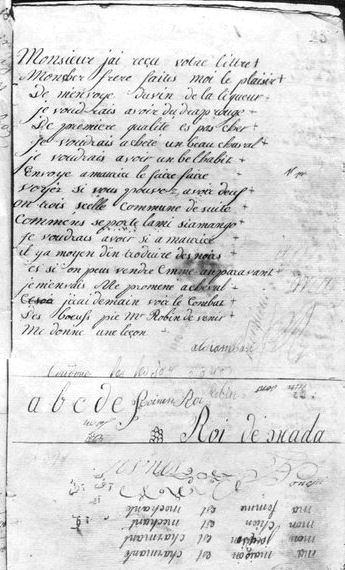
Bladzijde uit Radama's Franstalig leerboek

### Europese invloeden
Radama was een voorstander van modernisering en stond open voor westerse ideeën. Hij studeerde Frans en stelde een Frans sergeant aan als legercommandant. Maar met Groot-Brittannië onderhield hij de meest contacten. Hij benoemde bijvoorbeeld een Brit als zijn adviseur en richtte een kabinet op naar Europees model.
Op aanraden van de gouverneur van Mauritius nodigde Radama in 1818 missionarissen van de protestante London Missionary Society naar Madagaskar om er scholen en kerken op te richten. Voor deze periode werden gewoonlijk geleerde Antaimoro naar het hof gehaald als adviseurs en schrijfleraren, waarbij ze hooggeplaatste Malagassiërs het Arabisch schrift Sorabe onderwezen. Vanaf 1822 onderwezen de missionarissen onder leiding van David Jones en David Griffiths de Malagassiërs op grote schaal lezen en schrijven, waarbij het Latijns alfabet werd toegepast voor het op schrijven van de Malagassische taal. Hierbij maakten ze gebruik van een drukpers die ze vanuit Groot-Brittannië mee hadden gebracht. In eerste instantie werd ook het Engels onderwezen, maar in 1824 voerde Radama radicale hervormingen in het onderwijs in, waarna de Engelse taal enkel nog werd gebruikt voor protestante diensten.
Radama ontwierp een plan om tientallen scholen in Madagaskar op te richten die verplichte lessen gaven in basisonderwijs voor de edellieden van de Merina. Vanaf 1825 mochten ook andere Malagassiërs tot deze scholen toegelaten en werd op deze scholen ook onderwijs gegeven in huizenbouw, meubelmaken en andere ambachten. In het jaar 1829 telde Madagaskar 23 scholen verspreid over het eiland met ongeveer 2.300 leerlingen en sommige jonge Malagassiërs werden naar Groot-Brittannië gestuurd voor verder onderwijs.
Onder leiding van de Schotse missionaris James Cameron liet Radama fabrieken bouwen die hout, metaal, leer en katoen verwerkten. Ook maakte Radama plannen voor de bouw van destilleerderijen en koffie- en suikerplantages in 1827, geheel naar Europees model. Veel vrouwen van de missionarissen gaven onderwijs in huishoudelijke taken en maakten kleding voor de edelvrouwen van de Merina.

## Privéleven
In de 19e eeuw werd veelvuldig op zwijnen gejaagd om de gewassen te beschermen. Dit was een favoriete bezigheid van Radama en hij was er erg bedreven in. Op één dag zouden Radama en zijn metgezellen 68 zwijnen hebben gedood.

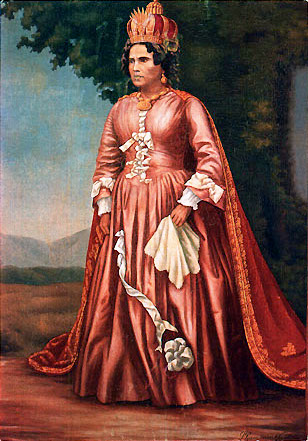
Ramavo, Radama's voornaamste vrouw

Aan het eind van zijn leven had Radama twaalf echtgenotes. Ramavo nam de voornaamste plaats in onder de vrouwen, ondanks het feit dat ze kort na het huwelijk uit de gunst van Radama raakte. Mogelijk was haar karakter hier de oorzaak van, de 19e-eeuwse schrijver Ebenezer Prout beschreef haar als "een slechte vrouw met duidelijke doelen en geen principes". De Sakalava-vrouw Rasalimo nam de tweede plaats in. Zij was de enige die Radama een kind schonk die hem overleefde, een dochter genaamd Raketaka, geboren in 1826.
De Engelse missionarissen stonden na verloop van tijd op goede voet met het koninklijk hof, ondanks het feit dat Radama of iemand anders van het hof zich tot het christendom wilden bekeren. De missionarissen David Jones en David Griffiths werden goede vrienden van Radama. Ramavo, die door Radama werd genegeerd, en andere vrouwen van Radama kwamen graag naar de woning van David Griffiths, waar ze naar verluidt goed werden behandeld en grote hoeveelheden rum te drinken kregen. Overmatig alcoholgebruik kwam toentertijd veelvuldig voor aan het hof.

## Overlijden
Op 27 juli 1828 stierf Radama op 36-jarige leeftijd in zijn woonplaats, de Rova van Antananarivo. Officieel werd verklaard dat zijn doodsoorzaak het resultaat van alcoholvergiftiging was. Radama ging zich vaak te buiten aan alcohol en kort voor zijn dood ging zijn gezondheid hierdoor hard achteruit. Maar over de feitelijke doodsoorzaak opperen historische bronnen diverse theorieën. Radama had bijvoorbeeld al een geruime tijd last van een aandoening aan zijn keel.
Volgens een gerucht werd Radama dood aangetroffen met een doorgesneden keel. Sommigen dachten dat hij zelfmoord had gepleegd, misschien in een alcoholroes. Anderen speculeerden dat zijn vrouw Ramavo achter de vermeende moord zat. Zij was namelijk als Radama's vrouw met de hoogste rang de troonopvolgster. In zijn boek The Great Red Island schreef Arthur Stratton over de dood van Radama I:

Radama was a conqueror. He was a drunkard. Andrianampoinimerina, the Prince Worthy of the Highland People Under the Sun, made his son into an alcoholic and, in effect, cut the young man's throat.

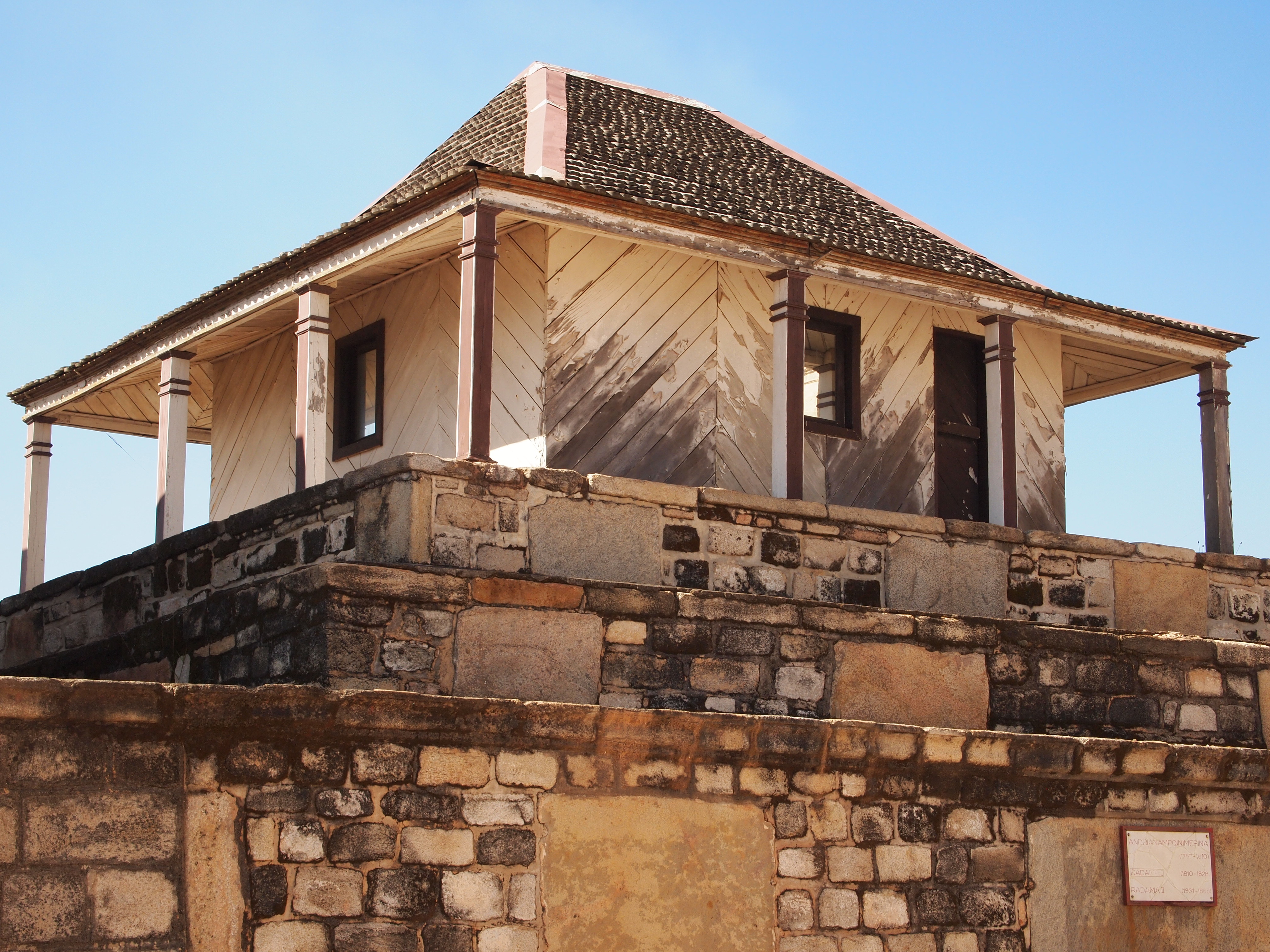
Graftombe van Radama I in de Rova van Antananarivo

Radama werd in de Rova van Antananarivo begraven in een zilveren kist, net als zijn vader. Zo werd een traditie begonnen die later doorgezet werd bij de begrafenissen van latere Merina-koningen. De kist werd in een stenen tombe geplaatst, die getooid was met een trano masina (Malagassisch voor 'heilig huis'), een Malagassisch symbool van koninklijkheid. In de tombe werden volgens traditie een groot aantal voorwerpen geplaatst, waaronder geïmporteerde schilderijen, munten, zwaarden, juwelen, gouden en zilveren voorwerpen, tachtig kledingstukken en de traditionele koninklijke rode lamba (traditioneel zijden kleed). De trano masina was ingericht met een bed, een spiegel, een aantal stoelen en een tafel, waarop twee porseleinen vaten, een fles water en een fles rum stonden. Deze twee flessen werden elk jaar vervangen tijdens de Fandroana, het Festival van het Koninklijk Bad. Toen de brand van 1995 de Rova van Antananarivo verwoestte, werd een groot aantal van deze voorwerpen vernietigd.
Op het moment van Radama's overlijden was Radama's dochter Raketaka twee jaar oud. Volgens traditie ging het recht van troonopvolging daarom over op Rakotobe, de oudste zoon van Radama's oudste zus. De dood van Radama werd echter voor Rakotobe geheim gehouden. Ramavo nam met de hulp van haar gunstelingen bezit van de troon en volgde Radama op onder haar nieuw aangenomen naam Ranavalona. Zij had een afkeer van buitenlandse invloeden gekregen en trachtte Radama's moderniseringen een halt toe te roepen door het christendom te verbieden en missionarissen te vervolgen.

## Geslachtslijn
|           |           |           |           |                                             |                                             |                                             |                                             |                                             |                                             |   |   |   |   |  |  |                                               |                                               |                                               |                                               |                                               |                                               |                                             |                                             |                                             |                                             | Andriambelomasina regeringsperiode: ca. 1730 - 1770 | Andriambelomasina regeringsperiode: ca. 1730 - 1770 | Andriambelomasina regeringsperiode: ca. 1730 - 1770 | Andriambelomasina regeringsperiode: ca. 1730 - 1770 | Andriambelomasina regeringsperiode: ca. 1730 - 1770 | Andriambelomasina regeringsperiode: ca. 1730 - 1770 |                                                    |                                                    | Rasoherimananitany                         | Rasoherimananitany                         | Rasoherimananitany                         | Rasoherimananitany                         | Rasoherimananitany                      | Rasoherimananitany                      |                                         |                                         |                     |                     |                     |                     |  |  |                     |                     |                     |                     |                                                     |                                                     |                                                     |                                                     |                                                     |                                                     |              |              |              |              |
|           |           |           |           |                                             |                                             |                                             |                                             |                                             |                                             |   |   |   |   |  |  |                                               |                                               |                                               |                                               |                                               |                                               |                                             |                                             |                                             |                                             | Andriambelomasina regeringsperiode: ca. 1730 - 1770 | Andriambelomasina regeringsperiode: ca. 1730 - 1770 | Andriambelomasina regeringsperiode: ca. 1730 - 1770 | Andriambelomasina regeringsperiode: ca. 1730 - 1770 | Andriambelomasina regeringsperiode: ca. 1730 - 1770 | Andriambelomasina regeringsperiode: ca. 1730 - 1770 |                                                    |                                                    | Rasoherimananitany                         | Rasoherimananitany                         | Rasoherimananitany                         | Rasoherimananitany                         | Rasoherimananitany                      | Rasoherimananitany                      |                                         |                                         |                     |                     |                     |                     |  |  |                     |                     |                     |                     |                                                     |                                                     |                                                     |                                                     |                                                     |                                                     |              |              |              |              |
|           |           |           |           |                                             |                                             |                                             |                                             |                                             |                                             |   |   |   |   |  |  |                                               |                                               |                                               |                                               |                                               |                                               |                                             |                                             |                                             |                                             |                                                     |                                                     |                                                     |                                                     |                                                     |                                                     |                                                    |                                                    |                                            |                                            |                                            |                                            |                                         |                                         |                                         |                                         |                     |                     |                     |                     |  |  |                     |                     |                     |                     |                                                     |                                                     |                                                     |                                                     |                                                     |                                                     |              |              |              |              |
|           |           |           |           |                                             |                                             |                                             |                                             |                                             |                                             |   |   |   |   |  |  |                                               |                                               |                                               |                                               |                                               |                                               |                                             |                                             |                                             |                                             |                                                     |                                                     |                                                     |                                                     |                                                     |                                                     |                                                    |                                                    |                                            |                                            |                                            |                                            |                                         |                                         |                                         |                                         |                     |                     |                     |                     |  |  |                     |                     |                     |                     |                                                     |                                                     |                                                     |                                                     |                                                     |                                                     |              |              |              |              |
|           |           |           |           |                                             |                                             |                                             |                                             |                                             |                                             |   |   |   |   |  |  | Andrianjafy regeringsperiode: ca. 1770 - 1787 | Andrianjafy regeringsperiode: ca. 1770 - 1787 | Andrianjafy regeringsperiode: ca. 1770 - 1787 | Andrianjafy regeringsperiode: ca. 1770 - 1787 | Andrianjafy regeringsperiode: ca. 1770 - 1787 | Andrianjafy regeringsperiode: ca. 1770 - 1787 |                                             |                                             | Ranavalonanandriambelomasina                | Ranavalonanandriambelomasina                | Ranavalonanandriambelomasina                        | Ranavalonanandriambelomasina                        | Ranavalonanandriambelomasina                        | Ranavalonanandriambelomasina                        |                                                     |                                                     | Andriamiaramanjaka                                 | Andriamiaramanjaka                                 | Andriamiaramanjaka                         | Andriamiaramanjaka                         | Andriamiaramanjaka                         | Andriamiaramanjaka                         |                                         |                                         | Andriantsalamanjaka                     | Andriantsalamanjaka                     | Andriantsalamanjaka | Andriantsalamanjaka | Andriantsalamanjaka | Andriantsalamanjaka |  |  | Rabodonandriamtompo | Rabodonandriamtompo | Rabodonandriamtompo | Rabodonandriamtompo | Rabodonandriamtompo                                 | Rabodonandriamtompo                                 |                                                     |                                                     |                                                     |                                                     |              |              |              |              |
|           |           |           |           |                                             |                                             |                                             |                                             |                                             |                                             |   |   |   |   |  |  | Andrianjafy regeringsperiode: ca. 1770 - 1787 | Andrianjafy regeringsperiode: ca. 1770 - 1787 | Andrianjafy regeringsperiode: ca. 1770 - 1787 | Andrianjafy regeringsperiode: ca. 1770 - 1787 | Andrianjafy regeringsperiode: ca. 1770 - 1787 | Andrianjafy regeringsperiode: ca. 1770 - 1787 |                                             |                                             | Ranavalonanandriambelomasina                | Ranavalonanandriambelomasina                | Ranavalonanandriambelomasina                        | Ranavalonanandriambelomasina                        | Ranavalonanandriambelomasina                        | Ranavalonanandriambelomasina                        |                                                     |                                                     | Andriamiaramanjaka                                 | Andriamiaramanjaka                                 | Andriamiaramanjaka                         | Andriamiaramanjaka                         | Andriamiaramanjaka                         | Andriamiaramanjaka                         |                                         |                                         | Andriantsalamanjaka                     | Andriantsalamanjaka                     | Andriantsalamanjaka | Andriantsalamanjaka | Andriantsalamanjaka | Andriantsalamanjaka |  |  | Rabodonandriamtompo | Rabodonandriamtompo | Rabodonandriamtompo | Rabodonandriamtompo | Rabodonandriamtompo                                 | Rabodonandriamtompo                                 |                                                     |                                                     |                                                     |                                                     |              |              |              |              |
|           |           |           |           |                                             |                                             |                                             |                                             |                                             |                                             |   |   |   |   |  |  |                                               |                                               |                                               |                                               |                                               |                                               |                                             |                                             |                                             |                                             |                                                     |                                                     |                                                     |                                                     |                                                     |                                                     |                                                    |                                                    |                                            |                                            |                                            |                                            |                                         |                                         |                                         |                                         |                     |                     |                     |                     |  |  |                     |                     |                     |                     |                                                     |                                                     |                                                     |                                                     |                                                     |                                                     |              |              |              |              |
|           |           |           |           |                                             |                                             |                                             |                                             |                                             |                                             |   |   |   |   |  |  |                                               |                                               |                                               |                                               | Rambolamasoandro                              | Rambolamasoandro                              | Rambolamasoandro                            | Rambolamasoandro                            | Rambolamasoandro                            | Rambolamasoandro                            |                                                     |                                                     | Andrianampoinimerina regeringsperiode: 1787 - 1810  | Andrianampoinimerina regeringsperiode: 1787 - 1810  | Andrianampoinimerina regeringsperiode: 1787 - 1810  | Andrianampoinimerina regeringsperiode: 1787 - 1810  | Andrianampoinimerina regeringsperiode: 1787 - 1810 | Andrianampoinimerina regeringsperiode: 1787 - 1810 |                                            |                                            |                                            |                                            |                                         |                                         |                                         |                                         |                     |                     |                     |                     |  |  |                     |                     |                     |                     |                                                     |                                                     |                                                     |                                                     |                                                     |                                                     |              |              |              |              |
|           |           |           |           |                                             |                                             |                                             |                                             |                                             |                                             |   |   |   |   |  |  |                                               |                                               |                                               |                                               | Rambolamasoandro                              | Rambolamasoandro                              | Rambolamasoandro                            | Rambolamasoandro                            | Rambolamasoandro                            | Rambolamasoandro                            |                                                     |                                                     | Andrianampoinimerina regeringsperiode: 1787 - 1810  | Andrianampoinimerina regeringsperiode: 1787 - 1810  | Andrianampoinimerina regeringsperiode: 1787 - 1810  | Andrianampoinimerina regeringsperiode: 1787 - 1810  | Andrianampoinimerina regeringsperiode: 1787 - 1810 | Andrianampoinimerina regeringsperiode: 1787 - 1810 |                                            |                                            |                                            |                                            |                                         |                                         |                                         |                                         |                     |                     |                     |                     |  |  |                     |                     |                     |                     |                                                     |                                                     |                                                     |                                                     |                                                     |                                                     |              |              |              |              |
|           |           |           |           |                                             |                                             |                                             |                                             |                                             |                                             |   |   |   |   |  |  |                                               |                                               |                                               |                                               |                                               |                                               |                                             |                                             |                                             |                                             |                                                     |                                                     |                                                     |                                                     |                                                     |                                                     |                                                    |                                                    |                                            |                                            |                                            |                                            |                                         |                                         |                                         |                                         |                     |                     |                     |                     |  |  |                     |                     |                     |                     |                                                     |                                                     |                                                     |                                                     |                                                     |                                                     |              |              |              |              |
|           |           |           |           |                                             |                                             |                                             |                                             |                                             |                                             |   |   |   |   |  |  |                                               |                                               |                                               |                                               |                                               |                                               |                                             |                                             |                                             |                                             |                                                     |                                                     |                                                     |                                                     |                                                     |                                                     |                                                    |                                                    |                                            |                                            |                                            |                                            |                                         |                                         |                                         |                                         |                     |                     |                     |                     |  |  |                     |                     |                     |                     |                                                     |                                                     |                                                     |                                                     |                                                     |                                                     |              |              |              |              |
| Rakataffe | Rakataffe | Rakataffe | Rakataffe | Rakataffe                                   | Rakataffe                                   |                                             |                                             | ?                                           | ?                                           | ? | ? | ? | ? |  |  | Rasalimo                                      | Rasalimo                                      | Rasalimo                                      | Rasalimo                                      | Rasalimo                                      | Rasalimo                                      |                                             |                                             | Radama I regeringsperiode: 1810 - 1828      | Radama I regeringsperiode: 1810 - 1828      | Radama I regeringsperiode: 1810 - 1828              | Radama I regeringsperiode: 1810 - 1828              | Radama I regeringsperiode: 1810 - 1828              | Radama I regeringsperiode: 1810 - 1828              |                                                     |                                                     | Ranavalona I regeringsperiode: 1828 - 1861         | Ranavalona I regeringsperiode: 1828 - 1861         | Ranavalona I regeringsperiode: 1828 - 1861 | Ranavalona I regeringsperiode: 1828 - 1861 | Ranavalona I regeringsperiode: 1828 - 1861 | Ranavalona I regeringsperiode: 1828 - 1861 |                                         |                                         | Andriamihaja                            | Andriamihaja                            | Andriamihaja        | Andriamihaja        | Andriamihaja        | Andriamihaja        |  |  | Ramasindrazana      | Ramasindrazana      | Ramasindrazana      | Ramasindrazana      | Ramasindrazana                                      | Ramasindrazana                                      |                                                     |                                                     | Andriambongo                                        | Andriambongo                                        | Andriambongo | Andriambongo | Andriambongo | Andriambongo |
| Rakataffe | Rakataffe | Rakataffe | Rakataffe | Rakataffe                                   | Rakataffe                                   |                                             |                                             | ?                                           | ?                                           | ? | ? | ? | ? |  |  | Rasalimo                                      | Rasalimo                                      | Rasalimo                                      | Rasalimo                                      | Rasalimo                                      | Rasalimo                                      |                                             |                                             | Radama I regeringsperiode: 1810 - 1828      | Radama I regeringsperiode: 1810 - 1828      | Radama I regeringsperiode: 1810 - 1828              | Radama I regeringsperiode: 1810 - 1828              | Radama I regeringsperiode: 1810 - 1828              | Radama I regeringsperiode: 1810 - 1828              |                                                     |                                                     | Ranavalona I regeringsperiode: 1828 - 1861         | Ranavalona I regeringsperiode: 1828 - 1861         | Ranavalona I regeringsperiode: 1828 - 1861 | Ranavalona I regeringsperiode: 1828 - 1861 | Ranavalona I regeringsperiode: 1828 - 1861 | Ranavalona I regeringsperiode: 1828 - 1861 |                                         |                                         | Andriamihaja                            | Andriamihaja                            | Andriamihaja        | Andriamihaja        | Andriamihaja        | Andriamihaja        |  |  | Ramasindrazana      | Ramasindrazana      | Ramasindrazana      | Ramasindrazana      | Ramasindrazana                                      | Ramasindrazana                                      |                                                     |                                                     | Andriambongo                                        | Andriambongo                                        | Andriambongo | Andriambongo | Andriambongo | Andriambongo |
|           |           |           |           |                                             |                                             |                                             |                                             |                                             |                                             |   |   |   |   |  |  |                                               |                                               |                                               |                                               |                                               |                                               |                                             |                                             |                                             |                                             |                                                     |                                                     |                                                     |                                                     |                                                     |                                                     |                                                    |                                                    |                                            |                                            |                                            |                                            |                                         |                                         |                                         |                                         |                     |                     |                     |                     |  |  |                     |                     |                     |                     |                                                     |                                                     |                                                     |                                                     |                                                     |                                                     |              |              |              |              |
|           |           |           |           | Rakotobe (mogelijke troonopvolger Radama I) | Rakotobe (mogelijke troonopvolger Radama I) | Rakotobe (mogelijke troonopvolger Radama I) | Rakotobe (mogelijke troonopvolger Radama I) | Rakotobe (mogelijke troonopvolger Radama I) | Rakotobe (mogelijke troonopvolger Radama I) |   |   |   |   |  |  |                                               |                                               |                                               |                                               | Raketaka (mogelijke troonopvolger Radama I)   | Raketaka (mogelijke troonopvolger Radama I)   | Raketaka (mogelijke troonopvolger Radama I) | Raketaka (mogelijke troonopvolger Radama I) | Raketaka (mogelijke troonopvolger Radama I) | Raketaka (mogelijke troonopvolger Radama I) |                                                     |                                                     |                                                     |                                                     |                                                     |                                                     |                                                    |                                                    |                                            |                                            | Radama II regeringsperiode: 1861 - 1863    | Radama II regeringsperiode: 1861 - 1863    | Radama II regeringsperiode: 1861 - 1863 | Radama II regeringsperiode: 1861 - 1863 | Radama II regeringsperiode: 1861 - 1863 | Radama II regeringsperiode: 1861 - 1863 |                     |                     |                     |                     |  |  |                     |                     |                     |                     | Ramboasalama (mogelijke troonopvolger Ranavalona I) | Ramboasalama (mogelijke troonopvolger Ranavalona I) | Ramboasalama (mogelijke troonopvolger Ranavalona I) | Ramboasalama (mogelijke troonopvolger Ranavalona I) | Ramboasalama (mogelijke troonopvolger Ranavalona I) | Ramboasalama (mogelijke troonopvolger Ranavalona I) |              |              |              |              |

- Gemeinsame Normdatei: 1156241928
- International Standard Name Identifier: 0000 0000 5289 2312
- Library of Congress Control Number: nr93039328
- Nederlandse Thesaurus van Auteursnamen: 071012311
- Système universitaire de documentation: 069045771
- Virtual International Authority File: 31872798
- WorldCat: E39PBJpTY9mKhrbphGJd6FKPQq